# Robert La Montagne Saint-Hubert
Jean Robert La Montagne Saint-Hubert (né à Paris le 24 mai 1887 et mort à Lorient le 24 mai 1977) est un peintre décorateur et fresquiste franco-américain.

## Biographie
Il entre en 1906 à l'École des beaux-arts de Paris, où il suit les cours de Ferdinand Humbert et de Raphaël Collin, et devient le disciple de Paul Baudoüin. Il participe notamment au concours de l'esquisse peinte en 1913, où il se distingue avec une Prise de Constantinople, mais se spécialise dans les compositions murales. Il expose au Salon des Artistes français (il y remporte notamment le prix Eugène-Thirion), et enseigne dès 1923 l'art de la fresque à l'American School of Fine Arts de Fontainebleau. 
Il participe dans les années 1920-1930 à plusieurs chantiers décoratifs pour des bâtiments publics : il peint un ensemble de quatre fresques historiques pour l'hôtel de ville de Coucy-le-Château-Auffrique sur le thème des seigneurs de Coucy. En 1922, il supervise le décor du préau de l'école des filles de la rue Debeylleme à Paris (les esquisses sont conservées au musée du Petit-Palais, à Paris). Il peint en 1925 un ensemble de fresques pour l'Hôpital américain de Reims, et réalise en 1929-1930 six fresques pour le grand salon de la Fondation des États-Unis, à la Cité internationale universitaire de Paris. Il participe aussi à la célèbre exposition internationale des arts décoratifs de 1925 : il peint les fresques de la salle à manger de l'appartement de réception de « l'Ambassade française ». En 1933, il peint quatre fresques pour le préau de l'école des filles de la rue Dupleix. Il présente aussi une fresque À la gloire d'Isadora Duncan au Salon des artistes décorateurs de 1935. 
Il s'exile en décembre 1939 aux États-Unis, où il devient membre de l'Art Institute of Chicago et poursuit sa carrière à Philadelphie, en Virginie, à Hartford et Greensboro.
Il meurt à Lorient le 24 mai 1977.